# Jakob Adolf Seitz

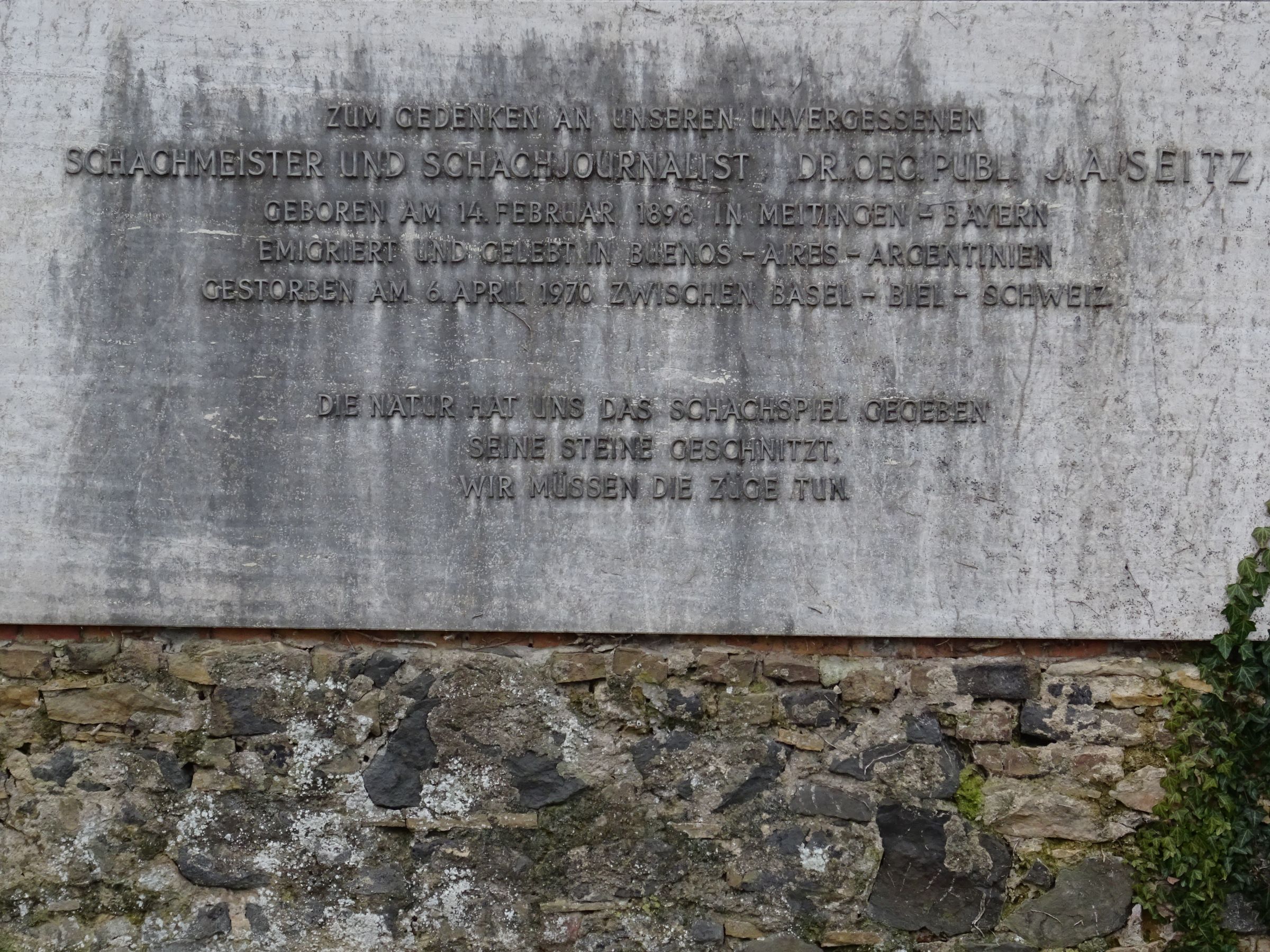
Gedenktafel Bad Nauheim

Jakob Adolf Seitz (* 14. Februar 1898 in Meitingen; † 6. April 1970 zwischen Basel und Biel, argentinisch Jacobo Adolfo Seitz) war ein deutsch-argentinischer Schachmeister und Journalist. Geboren in Bayern, blieb er bei Ausbruch des Zweiten Weltkrieges in Argentinien und kehrte erst nach dem Krieg nach Europa zurück. Er wohnte in Norwegen, der Schweiz und Deutschland. Er spielte für Deutschland und Italien, war Mitglied im British Chess Club und verstand sich selbst als Weltbürger.

## Biografie
Seitz promovierte zum Dr. oec. publ. und begann in den 1920er Jahren auf internationalem Niveau Schachturniere zu spielen. Er war als Spieler von 1920 bis 1962 aktiv. 
Beim ersten Turnier, das der Deutsche Schachbund nach Ende des Ersten Weltkrieges veranstalten konnte, dem 20. Kongress des Deutschen Schachbundes in Berlin 1920, war Seitz einer von elf Teilnehmern des 1. Hauptturniers. Er trat für den Schachverein Augsburg an und wurde 10ter. 1922 spielte er im Major Open in London. Er war damit der erste Deutsche, der nach dem Ersten Weltkrieg in Großbritannien an einem Schachturnier teilnahm.
In den Jahren 1924 und 1926 war er Leiter der beiden internationalen Schachkongresse zu Meran, in einer Zeit als dort unter Mussolini gerade die deutsche Sprache in Zeitungen, Schulen und Amtsgebrauch verboten wurde. Im Jahre 1925 fuhr er als Sekundant des späteren Großmeisters Efim Bogoljubow zum internationalen Schachturnier nach Moskau, das als Ausgangspunkt für die Erfolgsgeschichte des sowjetischen Schachs gilt. Er war der erste Spieler, der ein Schachmatt mit König und zwei Springern gegen König und Bauer erreichte. Diese Partie gegen Eugène Znosko-Borovsky gewann er auf dem internationalen Schachturnier in Nizza 1931.
Zur 8. Schacholympiade in Buenos Aires im September 1939, an der er aber nicht als Spieler teilnahm, reiste er bereits im Juni auf dem Schiff Almanzora an. Die Teilnehmer der deutsch-österreichischen Mannschaft setzten im August auf dem belgischen Schiff Piriápolis über. Das Schiff wurde als Arche Noah der Schachspieler bekannt, da es zahlreichen jüdischen Spielern und Besuchern der Schacholympiade das Entkommen aus dem nationalsozialistischen Deutschland ermöglichte. Als der Zweite Weltkrieg am 1. September begann, beschlossen Seitz und viele andere Spieler das Angebot der argentinischen Regierung anzunehmen, im Land zu bleiben und den Schachsport zu fördern. Insbesondere blieb auch das gesamte deutsch-österreichische Herrenteam – Erich Eliskases, Paul Michel, Ludwig Engels, Albert Becker und Heinrich Reinhardt.
Während seiner Zeit in Argentinien gab Seitz die Schachzeitung „Enroque!! Revista de Ajedrez“ heraus. Sie erschien beim Verleger Santiago Oliva von 1941 bis 1946 mit Spielberichten und Nachrichten aus dem Schach. Außerdem war sie das offizielle Vereinsorgan des Club Ajedrez Necochea im Badeort Necochea in der Provinz Buenos Aires.
Nach dem Krieg kehrte Seitz nach Europa zurück. In den Jahren 1952 und 1953 spielte er auf dem 28. Hastings Christmas Chess Congress als Repräsentant des italienischen Schachverbandes, während er in Norwegen lebte. Er war außerdem ein lebenslanges Mitglied des British Chess Club und verstand sich selbst als Weltbürger. Die letzten dokumentierten Turnierteilnahmen sind die Zuerich Seniors von 1962, wo Seitz fünfter von zehn Spielern wurde, und das BCF-ch Major Open in Whitby im August 1962.
Er wohnte in Norwegen, in der Schweiz und in Deutschland, zuletzt in Bad Nauheim. Im Jahre 1970 starb er an einem Herzinfarkt während einer Zugfahrt zwischen Basel und Biel in der Schweiz.
Eine Gedenktafel auf dem Bad Nauheimer Friedhof erinnert mit folgenden Worten an ihn:
Zum Gedenken an unseren unvergessenen

Schachmeister und Schachjournalist Dr. Oec. Publ. J.A.Seitz

geboren am 14. Februar 1898 in Meitingen - Bayern

emigriert und gelebt in Buenos - Aires - Argentinien

gestorben am 6. April 1970 zwischen Basel - Biel - Schweiz

Die Natur hat uns das Schachspiel gegeben

seine Steine geschnitzt,

wir müssen die Züge tun.